# Fakósárga tölcsérgomba
A fakósárga tölcsérgomba (Paralepista gilva) a kalaposgombák rendjén belül a pereszkefélék családjába tartozó Paralepista nemzetség egyik ehető gombafaja.

## Megjelenése
A kalapja 3–8 cm széles, fakó bézs színű, barnásokker, csak kissé tölcséresedő, felülete matt, sötétebb, körkörösen elhelyezkedő jellegzetes, sötétebb foltokkal („vízfoltokkal"), széle sokáig aláhajló. Lemezei halvány rozsdasárgák, sűrűn állók, lefutók. A tönkje halvány kalapszínű, gyakran szálas, alja kiszélesedő. Hazánkban augusztustól novemberig, lomb- és fenyőerdőben található gyakori faj. Bár a faj ehető, idősebb példányai megárthatnak.

## Összetéveszthetősége
Hasonló  a rozsdasárga tölcsérgomba, ami élénkebb színű, és csak ritkán vízfoltos.